# Jukuns
Els jukuns són un grup etnolingüístic o nació ètnica a l'Àfrica de l'oest. Els jukuns estan tradicionalment localitzats als estats de Taraba, Benue, Nasarawa, Plateau, Adamawa, i Gombe a Nigèria i parts del nord-oest de Camerun. Són descendents del poble de l'antic regne de Kwararafa. La majoria de les tribus en el del nord i centre de Nigèria traça el seu origen en els jukuns i es relacionen d'una manera o una altra als jukuns. Fins a la introducció del cristianisme i l'islam els jukuns eren tradicionalistes. La majoria de les tribus, Alago, Agatu, Rendere i Gumai a Shendam, i altres van deixar Kwararafa quan es va desintegrar arran dels atacs d'altres veïns més poderosos. Els jukuns es van dividir en dos grups principals: els Jukun Wanu i els Jukun Wapa. El Jukun Wanu són pescadors que resideixen al llarg dels bancs del riu Benue i Níger que corren a través de l'estat de Taraba, l'estat de Benue i l'estat de Nasarawa. La Federació de Wukari, al comandament del Aku Uka de Wukari, és ara el centre principal dels jukuns.

## Població i demografia
Escrivint en els anys 1920, l'antropòleg britànic C.K. Meek calculava que hi havia aproximadament 25.000 persones que eren parlants de jukun en aquell temps. Meek va anotar que la majoria dels jukuns van viure en grups dispersos al voltant de la conca del Benue en una àrea que més o menys correspon al que fou el regne de Kwararafa que va existir fins al segle xviii. Aquesta àrea dels jukuns, Meek diu que limitava per Abinsi a l'oest, Kona a l'est, Pindiga al nord i Donga al sud.
La llengua jukun, de la família de llengües Níger-Congo, pot ser dividida en sis dialectes separats: Wukari, Donga, Kona, Gwana i Pindiga, Jibu, i finalment Wase Tofa, tot i que Meek va anotar que els dialectes "Kona i Gwana i Pindiga difereixen tan poc que poden ser considerats com un de sol."

## Història

### Kwararafa

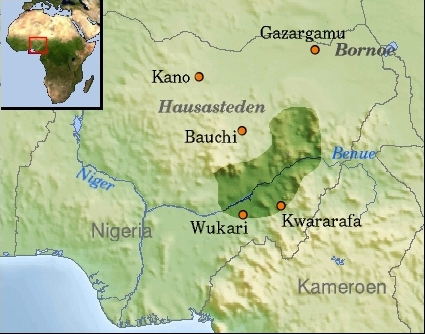
Una aproximació de les fronteres de l'històric regne de Kwararafa, del que els moderns jukuns reclamen descendència.

Els parlants de jukun tracen el seu origen en els governants del regne de Kwararafa, un estat que va existir a l'Àfrica Occidental del segle xiv fins a principis del segle xix.

### Història moderna
Arran de les conquestes fulani a principis del segle xix, els jukuns esdevingueren políticament dividits en diverses faccions regionals. Pels anys 1920, el cos principal dels jukuns, coneguts com els wapâ, van residir a Wukari i al voltant, on van ser governats pel rei local i la seva administració. Altres jukuns de la conca del Benue con els d'Abinsi, Districte d'Awei, Donga i Takum, va quedar políticament separats del govern de Wukari, mentre que els jukuns que vivien a la regió d'Adamawa van reconèixer el govern de l'emir fulani de Muri.
En el període postcolonial, Nigèria ha patit violència a causa de tensions ètniques múltiples entre les diferents comunitats que viuen en el país. Una forta tensió ètnica existeix entre els jukuns i la veïna comunitat tiv.

## Organització política

### Monarquia
Tradicionalment els jukuns han estat governats per una monarquia.

## Estudis dels jukuns
El 1931, l'empresa editorial acadèmica Kegan Paul, Trubner & Co. va publicar A Sudanese Kingdom: An Ethnographic Study of the Jukun-speaking Peoples of Nigeria, un llibre que havia estat escrit pel britànic C.K. Meek, l'Agent Antropològic estacionat amb el Servei Administratiu a Nigèria.